# Никола Стойчев (политик)
Вижте пояснителната страница за други личности с името Никола Стойчев.
Никола Стойчев е български дипломат и политик. Той е министър на външните работи и изповеданията през 1880-1881 и пръв български търговски агент в Битоля през 1897-1898 г.

## Биография
Никола Стойчев е роден на 24 август (12 август стар стил) 1845 година в Шумен. Завършва английски колеж в Малта, след което от 1864 до 1866 година работи за британската компания, строяща железопътната линия Русе-Варна. След завършването на линията продължава да работи по нейната експлоатация като чиновник и инспектор в компанията.
След Освобождението Никола Стойчев е за кратко председател на съда в Русе. Избиран е за народен представител в Учредителното събрание (1879), в I обикновено народно събрание (1879) и II обикновено народно събрание (1880 - 1881). През 1880 г. е назначен за управител на телеграфите, а няколко месеца по-късно - за началник на пощенско-телеграфното управление. През декември същата година става външен министър в правителството на Петко Каравелов, като остава на този пост и след преврата от 1881 г.
Избран за депутат и във II ВНС от Шуменски окръг.
През 1881 година Стойчев е назначен за член на Върховния касационен съд. През 1883 г. изпълнява няколко дипломатически мисии – участва в преговорите във Виена за строителството на железопътната линия Виена-Цариград, както и в Лондон за откупуването на линията Русе-Варна. Подписва от българска страна конвенцията с Австро-Унгария за построяване на железницата от Цариброд до Вакарел (връзката между Виена и Цариград).
От септември 1884 година е консул в Битоля. Полага големи усилия за запазване на националното съзнание на българското население във Вардарска Македония.
През 1897 година е назначен за търговски агент в Битоля. С тактичността си и доброто си познаване на турския език успява да се сближи с валията Абдулкерим паша Бурсалъ. Умира на следната година в Битоля. Погребан е непосредствено зад олтара на църквата „Света Неделя“ в града.